# Anzola d'Ossola
Anzola d'Ossola is een gemeente in de Italiaanse provincie Verbano-Cusio-Ossola (regio Piëmont) en telt 449 inwoners (31-12-2004). De oppervlakte bedraagt 13,8 km², de bevolkingsdichtheid is 33 inwoners per km².

## Demografie
Anzola d'Ossola telt ongeveer 190 huishoudens. Het aantal inwoners steeg in de periode 1991-2001 met 0,2% volgens cijfers uit de tienjaarlijkse volkstellingen van ISTAT.
| Jaar | Inwoneraantal |
| ---- | ------------- |
| 1991 | 442           |
| 2001 | 443           |

## Geografie
De gemeente ligt op ongeveer 210 m boven zeeniveau.
Anzola d'Ossola grenst aan de volgende gemeenten: Massiola, Ornavasso, Pieve Vergonte, Premosello-Chiovenda, Valstrona.